# Joan Baptista Pla
Joan Baptista Pla i Agustí (Balaguer, ca. 1720 – Lissabon, 1773) was een Spaans componist en hoboïst uit de rococoperiode.

## Levensloop
Joan Baptista kwam uit een Catalaanse familie van musici. Zijn broer Manuel Pla i Agustí (ca. 1725-1766) speelde klavecimbel aan het Spaanse hof in Madrid en componeerde ook. Ook zijn andere broer Josep Pla i Agustí (ca. 1728-1762) was hoboïst en componist.
Joan Baptista Pla en zijn broer Josep reisden vanaf 1750 als rondtrekkende muzikanten door heel Europa. Ze bezochten onder andere Padua, Venetië, Brussel, Parijs en Londen. Tussen 1755 en 1762 verbleven ze voornamelijk in Stuttgart, waar ze speelden in het hoforkest van hertog Karel Eugenius van Württemberg. In 1762 overleed Josep. Joan Baptista vertrok in 1769 naar Lissabon, waar hij aan het hof hobo, fagot en dulciaan speelde. Hij overleed daar in 1773.

## Werken
Zowel Joan Baptista als Josep Pla schreef vooral kamermuziek. Het is vaak niet duidelijk wie van de beide broers welk stuk heeft geschreven. Ze werkten ook vaak samen.
Naast enkele sonates voor hobo en basso continuo zijn de belangrijkste werken van de beide broers circa dertig triosonates voor twee hobo’s en basso continuo. Twee concerten voor hobo en strijkers en een concert voor twee hobo’s en strijkers zijn vermoedelijk het werk van Joan Baptista alleen. Alle hobopartijen kunnen ook op de dwarsfluit worden gespeeld. Jean-Pierre Rampal speelde de drie concerten en drie triosonates op de fluit (met Claudi Arimany als tweede fluitist) op de cd Catalan Flute Music of the 18th Century.